# Vũ Xuân Trường (chính trị gia)
Vũ Xuân Trường (sinh ngày 24 tháng 9 năm 1954) là một chính trị gia người Việt Nam. Ông từng là đại biểu Quốc hội Việt Nam khóa 13 nhiệm kì 2011-2016, thuộc đoàn đại biểu Quốc hội tỉnh Nam Định.

## Xuất thân
Vũ Xuân Trường quê quán ở Xã Yên Trị, huyện Ý Yên, tỉnh Nam Định.
Ông hiện cư trú ở P.Trần Đăng Ninh, TP Nam Định, tỉnh Nam Định.

## Giáo dục
- Cử nhân Luật
- Cao cấp lí luận chính trị

## Sự nghiệp
Ông gia nhập Đảng Cộng sản Việt Nam vào ngày 20/02/1976.
Ngày 22 tháng 5 năm 2011, ông trúng cử đại biểu Quốc hội Việt Nam khóa 13 nhiệm kì 2011-2016 ở đơn vị bầu cử số 1 tỉnh Nam Định gồm huyện Mỹ Lộc, huyện Vụ Bản, huyện Ý Yên và TP Nam Định với 68,07% số phiếu hợp lệ.
Ông là Ủy viên Ban chấp hành Đảng bộ tỉnh, Bí thư Ban cán sự Đảng, Bí thư Đảng ủy, Viện trưởng Viện kiểm sát nhân dân tỉnh, Phó Chủ tịch Hội luật gia tỉnh Nam Định.